# 石丸幹二
石丸 幹二（いしまる かんじ、1965年8月15日 - ）は、日本の俳優、歌手、司会者。元劇団四季団員。
愛媛県新居浜市生まれ、千葉県市原市出身。ザ・ライブラリー（事務所）、ソニー・ミュージックエンタテインメント（レコードレーベル）所属。東京藝術大学音楽学部声楽科卒業。

## 来歴

### 略歴
愛媛県生まれ。4歳（幼稚園）まで新居浜市で育ち、父親の転勤で千葉県へ移り、高校まで市原市で過ごす。幼少期からピアノを習い、小学校の鼓笛隊で小太鼓を担当したのをきっかけに他の楽器に興味をもつようになると、チェロ、トロンボーン、スネアドラムなどさまざまな楽器を演奏した。中学校の吹奏楽部ではサックスやオーボエを担当。このころからクラシック音楽を聴くようになる。千葉県立幕張西高等学校（現・千葉県立幕張総合高等学校）普通科音楽コースでチェロを学ぶ。東京音楽大学音楽学部器楽科に入学、サックスを専攻。
3年時にアメリカのクラシック歌手であるジェシー・ノーマンの歌声を聞いて衝撃を受け、声楽に転向を決意。東京音楽大学を中退して東京藝術大学音楽学部に入学。バッハ・コレギウム・ジャパンの前身となる合唱団で歌うなど音楽で表現する道を模索する中、藝大3年、25歳の時に先輩から勧められた劇団四季のオーディションを受けて合格した。

### 劇団四季時代
大学在学中の1990年、劇団四季『オペラ座の怪人』のラウル・シャニュイ子爵役で舞台デビュー。テノールの美声と甘いマスクにより人気を呼び、以来、同劇団の看板俳優として活動し、2007年末までの17年間在籍した。
劇団外の活動としては、オロナミンC（木村拓哉と共演）や、ネスカフェ・ゴールドブレンドのCMに出演。

### 劇団四季退団後
2009年1月の朗読劇『イノック・アーデン』で退団後初の舞台に立ち、活動を再開。また、NHKのスペシャルドラマ『白洲次郎』（2009年）や映画『時をかける少女』（2010年公開）などに出演して映像作品にも進出する。デビュー20周年となる2010年に歌手として初のソロ・アルバム『kanji ishimaru』をリリース、初のコンサートツアーを開催する。
2012年、『グレンギャリー・グレン・ロス』『GOLD〜カミーユとロダン』『ジキル&ハイド』などの演技が認められ、第37回菊田一夫演劇賞にて演劇賞を受賞。
2013年、TBSテレビ系のテレビドラマ『半沢直樹』にて浅野匡支店長役を演じ、ブレイクする。
2017年4月2日から、テレビ朝日の長寿音楽番組『題名のない音楽会』の6代目司会者に就任する。
2021年7月4日から、CBCテレビ制作・TBS系の健康情報番組『健康カプセル！ゲンキの時間』（興和一社提供）の新メインMCに就任する。
2024年4月、まつもと市民芸術館「芸術監督団」のゼネラルアートアドバイザーに就任。芸術監督団団長／芸術監督[演劇部門]は木ノ下裕一、芸術監督[舞踊部門]は倉田翠。

## 出演

### 舞台

#### 劇団四季作品
- アスペクツ オブ ラブ（アレックス・ディリンガム）
- アンデルセン（ハンス・クリスチャン・アンデルセン）
- イリヤ・ダーリン－日曜はダメよ！（ホーマー）
- ウェストサイド物語（ジェット団トニー）
- エルコスの祈り（ジョージ）
- オペラ座の怪人（ラウル・シャニュイ子爵、男性アンサンブル）
- 思い出を売る男（思い出を売る男）
- オンディーヌ（ハンス）
- 壁抜け男（デュティユル）
- キャッツ（スキンブルシャンクス）
- この生命誰のもの?（早田健）
- ジョン万次郎の夢（万次郎）
- ソング&ダンス（男性シンガー）
- ドリーミング（犬のチロー）
- ハムレット（ハムレット）
- 美女と野獣（ビースト）
- ひばり（シャルル）
- ブラックコメディ（ブリンズリー・ミラー）
- ミュージカル異国の丘（九重秀隆）
- ユリディス（オルフェ）
- ラ・ソヴァージュ（フローラン）
- 鹿鳴館（清原永之輔）

#### 劇団四季退団後（2009年以降）
- イノック・アーデン（2009年、イノック・アーデン）
- ニュー・ブレイン（2009年、ゴードン・シュイン）
- サンデー・イン・ザ・パーク・ウィズ・ジョージ（2009年、ジョージ）
- コースト・オブ・ユートピア（2009年、ニコライ・オガリョーフ）
- 兵士の物語（2009年・2010年　1人4役 (語り手、兵士、悪魔、王女)、・2011年　兵士、2013年・2014年・2018年　語り手）
- THE 39 STEPS -秘密の暗号を追え!（2010年、リチャード・ハネイ）
- エリザベート（2010年・2012年、トート）
- 十二夜 （2011年、オーシーノ侯爵/吟遊詩人/旅芸人）
- 日本人のへそ （2011年、会社員）
- グレンギャリー・グレン・ロス（2011年、リチャード・ローマ）
- GOLD - カミーユとロダン（2011年、オーギュスト・ロダン）
- ジキル&ハイド（2012年・2016年・2018年・2023年、ヘンリー・ジキル/エドワード・ハイド）[17]
- 天と地と　〜上杉謙信の生涯〜（2012年、朗読）
- スマイル・オブ・チャップリン（2013年、高野虎市）
- LOVE LETTERS（2013年、アンディ）
- 空中キャバレー （2013年[18]、2019年[19]）
- フロイト、最後の精神分析（2013年、C.S.ルイス）
- モンテ・クリスト伯 （2013年、エドモン・ダンテス/モンテ・クリスト伯）
- もっと泣いてよフラッパー（2014年、ベンジャミン・労働者・アルチューノ・バンドメンバー・銀色パパの組員役）
- レディ・ベス （2014年、ロジャー・アスカム）
- くるみ割り人形（2014年）
- ライムライト（2015年7月[20]・2019年4月[21]、2024年8月[22]、カルヴェロ ）
- スカーレット・ピンパーネル（2016年10月・2017年11月、パーシー・ブレイクニー）[23]
- キャバレー（2017年1月、MC）[24]
- パレード（2017年5月、2021年1月、レオ・フランク）[25][26]
- シークレット・ガーデン（2018年6月、アーチボルド）[27]
- ラブ・ネバー・ダイ（2019年1月・2025年1月 - 2月[28]、ファントム）（市村正親とWキャスト）[29]
- ペテン師と詐欺師（2019年9月、ローレンス・ジェイムソン）[30]
- 十二人の怒れる男（2020年9月、陪審員4番）
- シブヤデアイマショウ (2021年4月、ゲスト)
- 蜘蛛女のキス（2021年11月 - 12月、モリーナ）
- ハリー・ポッターと呪いの子（2022年7月8日 - 2023年7月18日、ハリー・ポッター）[注 1][31]
- ラグタイム（2023年9月、ターテ）[32]
- ハリー・ポッターと呪いの子（2024年1月6日 - 2024年4月17日、ハリー・ポッター）

### テレビドラマ
- スペシャルドラマ 白洲次郎（2009年2月28日・3月7日・9月23日、NHK総合）- 牛場友彦 役
- ヘブンズ・フラワー The Legend of ARCANA（2011年、TBS） - 草壁隆志 役
- BS時代劇（NHK BSプレミアム）
  - 薄桜記（2012年7月 - 9月）- 富樫頼母 役
  - 酔いどれ小籐次（2013年6月 - 9月）- 能見五郎兵衛 役
- 正月時代劇 御鑓拝借〜酔いどれ小籐次留書〜（2013年1月1日、NHK総合）- 能見五郎兵衛 役
- 半沢直樹 第一部（2013年7月 - 8月11日、TBS） - 浅野匡 役
- ルーズヴェルト・ゲーム（2014年4月 - 6月、TBS） - 三上文夫 役
- ダークスーツ（2014年11月 - 12月、NHK総合）- 松木清臣 役
- 大河ドラマ（NHK総合）
  - 花燃ゆ（2015年1月 - 12月）- 周布政之助 役
  - 青天を衝け（2021年2月14日 - ）- 大久保利通 役
- オリエント急行殺人事件（2015年1月11日 - 1月12日、フジテレビ） - 剛力大佐 役
- 連続ドラマW（WOWOW）
  - スケープゴート（2015年4月12日 - 5月3日） - 矢木沢峻 役[33]
  - 沈まぬ太陽 第2部（2016年7月 - 9月） - 石黒 役 [34]
  - アキラとあきら （2017年7月10日 - 9月3日） - 階堂一磨 役[35]
  - 孤高のメス（2019年1月13日 - 3月3日） - 島田光治 役
  - 鉄の骨（2020年4月18日 - 5月16日） - 内藤肇 役
- アルジャーノンに花束を（2015年4月 - 6月、TBS） - 蜂須賀大吾 役
- 3つの街の物語 Episode-1 朝陽町店「父と子」（2015年6月7日、TBS） - 東郷明弘 役[36]
- 表参道高校合唱部! 第7話 - 第9話（2015年9月4日 - 18日、TBS）- 内田勇輝 役[37]
- 新春時代劇 信長燃ゆ（2016年1月2日、テレビ東京） - 明智光秀 役[38]
- ドクター調査班〜医療事故の闇を暴け〜 第2話（2016年4月29日、テレビ東京） - 川越雅彦 役[39]
- 水族館ガール（2016年6月 - 9月、NHK総合） - 倉野久幸 役　[40]
- 営業部長 吉良奈津子（2016年7月 - 9月、フジテレビ） - 斎藤良一 役[11][41]
- 連続テレビ小説 とと姉ちゃん（2016年9月1日 - 、NHK総合） - 国実恒一 役
- 忠臣蔵の恋〜四十八人目の忠臣〜（2016年9月24日 - 2017年2月25日、NHK総合） - 大石内蔵助 役[42]
- 冬芽の人（2017年4月5日、テレビ東京） - 三石博喜 役
- 京都人の密かな愉しみ 桜散る（2017年5月13日、NHK BSプレミアム）　-　三上驍 役
- BORDER 衝動〜検視官・比嘉ミカ〜（2017年10月6日・13日、テレビ朝日） -  浅川透 役
- 新浅見光彦シリーズ（2017年 - 、TBS） - 浅見陽一郎 役[43]
- 少年寅次郎（2019年10月19日 - 11月16日 、NHK総合） - 御前様 役
  - 少年寅次郎スペシャル（2020年12月4日・11日）
- グランメゾン東京 第3話 - 最終話（2019年11月3日 - 12月29日、TBS） - 峰岸剛志 役
- 未解決の女 警視庁文書捜査官 Season2 第1話（2020年8月6日、テレビ朝日） - 岸川登 役
- おカネの切れ目が恋のはじまり 第2話・最終話（2020年9月22日・10月6日、TBS） - 桃田保男 役[44]
- 月曜プレミア8 「誉田哲也サスペンス ドンナビアンカ〜刑事 魚住久江〜」（2020年10月5日） - 中森秀忠 役
- 相棒シリーズ - 加西周明 役 
  - season19 第1話・第2話・第19話・第20話（最終話）（2020年10月14日・21日・2021年3月10日・17日、テレビ朝日）
  - season20 第1話・第2話・第3話（2021年10月13日・20日・27日、テレビ朝日)
- ライオンのおやつ（2021年2月27日 - 、NHK BSプレミアム・BS4K）- 坂口弘人 役[45]
- 仮面ライダーガッチャード（2023年9月3日 - 2024年8月25日、テレビ朝日） - 九堂風雅 / 仮面ライダーウインド 役[46][47]
- マイ・セカンド・アオハル 第6話 -（2023年11月21日 - 、TBS） - 真保誠 役[48]

### 音楽活動
- 「めざましクラシックス」（2009年）
- 「読売日響グランドコンサート featuring スーザン・ボイル」（2010年）
- ソロコンサート「kanji ishimaru in concert」（2010年、東京・愛知・兵庫・東京）
- 「ル・ジュルナル・ド・パリ」（2010年）
- ソロコンサート「spring with kanji ishimaru」（2011年、東京・兵庫）
- 音楽と朗読のコンサート「アンダルシアの光と影」（2012年）
- こどものためのチャリティーコンサート「Keep on Smiling for Children Project in 比叡山延暦寺～こどもたちの新しい明日へ」（2012年）
- シアタークリエ5th Anniversary「One Heart Musical Festival」（2012年）
- 「ミュージカル・ミーツ・シンフォニー　2013」（2013年）
- 「ラ・フォル・ジュルネ・オ・ジャポン」（2013年・2014年・2018年）
- 「ワイルドホーン・メロディーズ」（2013年）
- 「もう泣かないで悲しみの泉よ〜ジョン・ダウランドの手紙〜」（2013年）
- 調布音楽祭 石丸幹二の語りで聴く　チャイコフスキー「くるみ割り人形」（2013年）
- ソロコンサート「kanji ishimaru in concert 2013」（2013年、東京・大阪）
- 「リュートとつむぐ詩の世界～歌と朗読～」（2013年）
- 「浜離宮アフタヌーンコンサート」（2014年）
- ソロコンサート「アコースティック・コンサート」（2014年、東京・大阪・名古屋）
- 「生きる2014～小児がんなど病気と闘う子どもたちとともに～森山良子 with FRIENDS」（2014年）
- 読響アンサンブル・シリーズ vol.2「石丸幹二×＜兵士の物語＞」（2014年）
- ディナーショー「Kanji Ishimaru Christmas Dinner Show」（2014年、東京）
- 浜離宮アフタヌーンコンサート第8回「石丸幹二×つのだたかし」（2015年）
- 「リュートとつむぐ歌と詩　武満徹&まど・みちお」（2015年、新居浜あかがねミュージアム）
- ディナーショー「25th Anniversary Christmas Dinner Show」（2015年、東京・神戸・博多・札幌）
- MAROワールド Vol.27「ふたつの四季」（2016年）
- 東京フィルハーモニー交響楽団定期公演 劇付随音楽「ペールギュント」（2016年）
- 第21回宮崎国際音楽祭「ポップス・オーケストラin みやざき」（2016年）
- デビュー25周年記念 オーケストラコンサート「My Musical Life」（2016年）
- 横浜開港記念式典コンサート（2016年）
- CD「武満徹のうた」リリース記念コンサート（2016年）
- 「大覚寺夢舞台」～伝統文化支援・熊本地震復興支援コンサート～（2016年）
- 石丸幹二×つのだたかし「リュートソングと武満徹のうた」（2017年）
- 「live image 17 dix-sept」　（2017年、大阪・東京）
- ソロコンサート「アコースティック・コンサート2017」（2017年、大阪・名古屋・東京）
- 「情熱大陸SPECIAL LIVE SUMMER TIME BONANZA 2017」（2017年）
- 「八ヶ岳高原音楽堂コンサート」（2017年）
- ディナーショー「クリスマス・ディナーショー」（2017年、大阪・東京）
- シアター・クリエ10周年記念コンサート「TENTH」（2018年、東京・兵庫）
- ソロコンサート「石丸幹二 ソロコンサート 2018」（2018年、長野・東京・大阪）
- EnerGia2018 「広響 POPS CONCERT」（2018年）
- 石丸幹二＆読響アンサンブル 「ベートーヴェン創作の源」（2018年）
- 浜離宮アフタヌーンコンサート「石丸幹二×つのだたかし リュートとつむぐ歌と詩の世界4『歌のマルシェへようこそ』」（2018年）
- JR東日本『大人の休日倶楽部』石丸幹二 スペシャルコンサート 「真夏の夜の夢」（2018年）
- ル・ポン国際音楽祭2018「兵士の物語」（2018年）
- 「THE GREATEST MUSICAL CONCERT」（2018年）
- 「石丸幹二 オーケストラコンサート2019 〜ミュージカル、29年の道のり〜」（2019年、東京・名古屋・大阪）
- 「『霧島国際音楽祭 2019』　宝山ホール祭り　サウンド・オブ・ミュージック in コンサート」（2019年）
- えひめさんさん物語「あかがね物語 －天空の音楽祭－」（2019年）
- 新居浜ふるさと観光大使委嘱記念公演[49] 「石丸幹二 あかがね音楽祭」（2019年）
- 大人の休日倶楽部「石丸幹二スペシャルコンサート － AUTUMN IN KARUIZAWA」（2019年）
- ウィークエンド・コンサート Vol.3「石丸幹二×つのだたかし『歌のマルシェへようこそ ― リュートとつむぐ歌と詩の世界』」（2019年）
- 浜離宮アフタヌーンコンサート「石丸幹二×つのだたかし リュートとつむぐ歌と詩の世界5『歌のマルシェへようこそ2』」（2019年）
- 横浜音祭り 2019「石丸幹二 プレミアム・デュオコンサート」（2019年）
- 八ヶ岳高原音楽堂「石丸幹二 デュオコンサート ～ オータム・ヴァージョン」（2019年）
- ディナーショー「石丸幹二 クリスマス・ディナーショー 2019」（2019年/大阪・東京）
- 「メ～テレ Premium Concert 2020」（2020年1月）
- TBSラジオ万博2020（2020年2月）
- 石丸幹二&読響アンサンブル（2020年2月）
- 京都市交響楽団『スプリング・コンサート』（2020年4月） - 中止
- N響定期公演 2019-20シーズン「リンカーンの肖像」（2020年4月） - 中止
- 「ラ・フォル・ジュルネ TOKYO 2020」（2020年5月） - 中止
- TACT FESTIVAL 2020 「東京芸術劇場 presents 鈴木優人＆読響 ファミリーコンサート」（2020年5月） - 中止
- 「石丸幹二×つのだたかし デュオコンサート ～スプリング・ヴァージョン」（2020年5月） - 2020年7月に延期
- あかがねミュージアム開館5周年記念公演「石丸幹二×つのだたかし リュートと紡ぐ歌と詩の世界」（2020年5月） - 延期
- 「KANJI & JIRO “Something’s Coming” アルバムリリース記念ツアー」（2020年、横浜、長崎、松本、名古屋、大阪、山形他） - 延期もしくは中止
- 「井上芳雄 by MYSELF」オンライン・スタジオライブ（2020年6月）  - ゲスト
- 八ヶ岳「石丸幹二×つのだたかし デュオコンサート ～スプリング・ヴァージョン」（2020年7月、長野）
- 「N響・夏のフレッシュコンサート～音楽でふれあおう～」（2020年8月、東京）
- 「N響ほっとコンサート」（2020年8月、東京）
- 石丸幹二 デビュー30周年 「The Best & Duets 発売記念 ONLINE LIVE」（2020年10月）
- 「NO STAGE NO LIFE! ミュージカルを⽌めるな!」（2020年10月、東京）
- 大人の休日倶楽部 石丸幹二スペシャルコンサート「Fly Me To The Blue Moon」（2020年10月）
- 雲仙観光ホテル開業85周年記念 石丸幹二 × つのだたかし「アニバーサリー ディナーコンサート ～リュートと紡ぐ歌と詩の世界～」（2020年11月、長崎）
- 石丸幹二×つのだたかし「歌のマルシェへようこそ」（2020年11月、東京）
- 八ヶ岳「石丸幹二 デュオコンサート ～スプリング・ヴァージョン」（2021年3月、長野）
- 「オーケストラ・アンサンブル金沢 with 石丸幹二」（2021年3月、富山）
- 「すみだ平和祈念コンサート2021」（2021年3月、東京）
- 石丸幹二&吉田次郎「Something’s Coming 2021」（2021年3月・5月、長野・岐阜・静岡）
- デビュー30周年記念「石丸幹二 オーケストラコンサート 2021」（2021年6月～7月、大阪・東京・愛知・広島・札幌）
- 京都市交響楽団×石丸幹二 音楽と詩（ことば）　メンデルスゾーン：「夏の夜の夢」（2021年9月、京都）
- 石丸幹二×つのだたかし「リュートと紡ぐ歌と詩の世界」（2021年9月、愛媛・長崎・東京・埼玉）
- 「サントリーホール35周年記念 ガラ・コンサート2021」（司会）（2021年10月、東京）
- 「石丸幹二 オーケストラコンサート “アンコール” 」（2022年1月、東京）
- 雲仙観光ホテル 「New Year Dinner Concert 2022」（2022年1月、長崎）
- JCB Presents「KANJI ISHIMARU Live in BLUE NOTE TOKYO」（2022年2月、東京）
- 八ヶ岳「石丸幹二 デュオコンサート～ウィンター・ヴァージョン」（2022年2月、長野）
- オーケストラ・アンサンブル金沢「和洋の響Ⅱ」（2022年2月、石川）
- 「石丸幹二 & クリヤ・マコト ビルボードライブ」（2022年3月、大阪・横浜）
- フリーダムズカップ「ジャパンオープン ショーダンス チャンピオンシップ」（2022年9月、東京）
- 「石丸幹二 クリスマス ランチ&ディナーショー」（2022年12月、東京）
- 八ヶ岳「石丸幹二 デュオコンサート〜サマー・ヴァージョン」（2023年6月、長野）
- JCB Presents「KANJI ISHIMARU Live in BLUE NOTE TOKYO」（2023年6月、東京）
- 「石丸幹二 & クリヤ・マコト ビルボードライブ」（2023年6月、大阪）
- 「石丸幹二 ディナーショー2023」（2023年12月、大阪・東京・愛知）
- 「石丸幹二オーケストラコンサート2024」（2024年5月～6月、福岡・愛知・兵庫・北海道・東京）
- 「石丸幹二コンサート with クリヤ・マコト 」～ちょっと懐かしい歌たち～（2024年11月、長野県松本市）
- コンサート「THE BEST New HISTORY COMING」（2025年2月、東京）[50][51]
- 八ヶ岳「石丸幹二コンサート with クリヤ・マコト」（2025年3月、長野）
- 「石丸幹二コンサート with クリヤ・マコト」（2025年3月～9月、千葉南総・秋田・青森・海老名・前橋・草加・氷見）
- 「石丸幹二 & ACOUSTIC WEATHER REPORT」（2025年4月、長野県松本市）
- 「石丸幹二 オーケストラコンサート 2025」（2025年5月～8月、愛知・東京・大阪・北海道・福岡・山形）
- 「東京フィルの午後のコンサート in 松本」（2025年11月、長野県松本市）
- 東京フィルハーモニー交響楽団　第107回「休日の午後のコンサート」〈音楽もの・かたり〉（2025年11月、東京）

### テレビ番組
- きょうは一日ショパン（2010年、NHK総合・BShi）
- 大改造!!劇的ビフォーアフター 白鳥が見えない家（朝日放送テレビ）
- 映画音楽に乾杯!（2010年、NHK BS2）
- ミュージカルの超人（2012年、WOWOW）
- わが心の聖地（2013年、BS日テレ）
- CROSSROAD（テレビ東京、2013年）
- 旅のチカラ　“人生を歌う声”を求めて　～石丸幹二　パリ～“（2013年、NHK BSプレミアム）
- 石丸幹二の毎日がプルミエール（2014年、衛星劇場） - MC・ナビゲーター
- 目撃！日本列島－鬼の散りぎわ～文楽人間国宝・竹本住大夫の引退公演～（2014年、NHK総合）₋　ナレーション
- 石丸幹二が見たラ・フォル・ジュルネ（2014年、CS CLASSICA JAPAN）
- サウンド・イン"S" 音楽のじかん（2014年、BS-TBS）-　番組進行、歌唱
- 震災復興支援　つなげるコンサート（2014年、NHK総合）-　番組進行、歌唱
- NHKニューイヤーオペラコンサート（2015年～2017年、NHK Eテレ）-　司会
- みんなのうた「かいじん百面相」（2015年4月 - 5月、NHK） - 歌唱と本人出演[52]）
- キワミコトノハ得心寺！（2015年、NHK BSプレミアム）-　ナレーション
- 時代を楽譜に刻んだ男 山田耕筰（2015年、NHK Eテレ）
- 明日へつなげるライブ（2015年～2016年、NHK総合）-　番組進行、歌唱
- メルクリウスの扉（2016年～、テレビ東京）-　番組進行
- 石丸幹二オーケストラ・コンサート（2016年、WOWOW）
- 題名のない音楽会（2017年4月2日～、テレビ朝日 ） - 6代目司会者（以前にもゲストとして出演）
- 100分で名著　『ノートル=ダム・ド・パリ』（2018年＆2020年、NHK Eテレ）-　朗読
- The Vocalist～音楽に恋して（2018年・2020年、CS TBSチャンネル）
- 四国らしんばん『“最悪の24時間”を生きのびろ』（2020年3月、NHK松山放送局）
- クラシック音楽館（2020年8月、NHK Eテレ）
- 映画音楽はすばらしい!（2020年10月、NHK-BSP）
- みんなのうた60 生放送 ～バースデースペシャル!（2021年4月）
- 健康カプセル!ゲンキの時間（2021年7月〜、CBCテレビ） - 3代目MC
- NHKのど自慢（NHK総合・ラジオ第1・FM）- 不定期ゲスト

### 映画
- 時をかける少女（2010年、深町一夫 役）
- スノーフレーク（2011年、石塚紀夫 役）
- たしかなあしぶみ ～なかむらはるじ（2012年、今村繁三 役）
- 王妃の館（2015年、ルイ14世 役）
- ギャラクシー街道（2015年、ドクター・ムタ 役）[53]
- ミュジコフィリア（2021年、貴志野龍 役）[54]
- 太陽とボレロ（2022年、鶴間芳文 役）[55]
- アキラとあきら（2022年、 階堂一磨 役）[56]
- 仮面ライダー THE WINTER MOVIE ガッチャード&ギーツ 最強ケミー★ガッチャ大作戦（2023年、九堂風雅 役）[57]
- 仮面ライダーガッチャード ザ・フューチャー・デイブレイク（2024年、九堂風雅 役）[58]
- 雪風 YUKIKAZE（2025年、古庄俊之 役）[59]
- 劇場版「緊急取調室 THE FINAL」（2025年公開予定、長内洋次郎 役）[注 2][61]

### 劇場アニメ
- ノートルダムの鐘（1996年、ディズニーアニメーション、カジモド 役【日本語吹替】）
- 映画ドラえもん のび太の地球交響楽（2024年3月1日、東宝、ワークナー 役）[62]

### 吹き替え
- サウンド・オブ・ミュージック（2015年、20世紀フォックス、ゲオルク・フォン・トラップ大佐 役〈クリストファー・プラマー〉）※製作50周年記念版
- シング・フォー・ミー、ライル（2023年、ソニー・ピクチャーズ エンタテインメント、ヘクター 役〈ハビエル・バルデム〉[63]）
- ウィッシュ（2023年、ウォルト・ディズニー・ジャパン）[64]

### CM
- 大塚製薬 オロナミンC
- ネスレ日本 ネスカフェ・ゴールドブレンド
- キヤノン PIXUS （2014年9月 - 2015年、TVCM 猫好き桐谷さん／スマフォトプリント篇 - 桐谷美玲と共演）
- ハウスウェルネスフーズ ウコンの力（2014年9月 - 2016年12月、ウコンの力に新しい力篇・ウェルカムドリンク篇・お会計篇・証言篇・ウコンの力に、新しい力篇）
- チューリッヒ保険会社（2015年12月 -　、あなた専用自動車保険篇）
- 明治 チョコレート効果 （2016年4月 - 2020年、2023年8月 - ）
- 黄桜 「黄桜 辛口一献」 (2020年8月 - )
- 株式会社 網屋  (2021年10月 - 2022年、WebCM「航海日誌のない航海はない編」、「ALog編」、「Network All Cloud編」)

### ラジオ番組
- 石丸幹二のシアターへようこそ（NHK-FM、2010年8月・2011年1月、レギュラー放送：2011年4月1日～2013年3月25日）
- Grand SEIKO THE NATURE OF TIME」(TOKYO FM、2019年4月6日～2023年9月30日)[65]
- 『TBSラジオ オリジナルドラマ 半沢直樹 敗れし者の物語 by AudioMovie®』第1章　前編・後編(TBSラジオ、2020年2月11日・18日) - 浅野匡 役[66][67]

### 音声ガイド
- 国立新美術館「アンドレアス・グルスキー展」（2013年）
- 森アーツセンターギャラリー「テート美術館の至宝 ラファエル前派展 英国ヴィクトリア朝絵画の夢」（2014年1月25日 - 4月6日）
- 国立新美術館「マグリット展 東京展」（2015年3月25日 - 6月29日）
- 京都市美術館「マグリット展 京都展」（2015年7月11日 - 10月12日）
- 京都国立博物館　「海北友松」（2017年4月11日 - 5月21日）
- 三菱一号館美術館　「ルドン～秘密の花園」展（2018年2月8日 - 5月20日）

### その他
- ミュージカル「ヨセフと不思議なテクニカラー・ドリームコート」応援サポーター（2016年）[68]
- 国立新美術館「ダリ展 東京展」（2016年）[69]
- 「指揮公開講座」＠東京音楽大学（2017年）
- 「ラジオ深夜便（NHK）」内「深夜便のうた」『愛しているなんてもう言わないでよ』（2017年10月～12月）
- METライブビューイング 2017-18 「トスカ」スペシャルトークイベント（2018年）
- 国立音楽大学「ミュージカル特別講義」（2018年）
- 愛媛県新居浜市の「新居浜ふるさと観光大使」に就任（2019年）[70]
- METライブビューイング 2019-20「ポーギーとベス」スペシャルトークイベント（2020年）
- 長野県松本市 まつもと市民芸術館の「芸術監督団」ゼネラルアートアドバイザー就任（2024年4月）

## 作品
特記以外全てソニー・ミュージックジャパンインターナショナル（SMJI）からリリース

### シングル
- かいじん百面相（2015年5月、SICL-274）
- 鷗（かもめ）（配信開始：2021年6月、CD発売：2021年10月、SICL-30064/5）
- 鷗（かもめ）（配信開始：2021年6月、CD発売：2021年10月、SICL-30066）

### アルバム
- kanji ishimaru（2010年5月、SICL-232/3）
- distance（CD+DVD）（2011年9月、SICL-258/9）
- 石丸幹二のミュージカルへようこそ（2011年9月、SICL-260）
- また会う日までのトリロジー（2011年11月、SICL-262/3）[注 3]
- Love Songs（2013年6月、SICL-268）
- ストラヴィンスキー:兵士の物語（2015年4月、SICL-30219）
- My Musical Life（2015年11月、SICL-30027）
- 武満徹のうた（2016年6月、SICL-30030）
- My Favorite Songs（2017年11月、SICL-30036）
- 石丸幹二のクラシックへようこそ（2017年11月、SICL-30037/8）
- AN EVENING with KANJI ISHIMARU（2019年9月、SICL-30047）
- KANJI & JIRO “Something’s Coming”（2020年4月、SICL-30048）
- メンデルスゾーン：劇音楽「夏の夜の夢」(抜粋)[英語歌唱版]（2020年4月、SICL-30554）
- コープランド：アパラチアの春／リンカーンの肖像 他（2020年4月、SICL-30555）
- The Best（CD+DVD初回限定盤）（2020年10月、SICL-30052/3）
- The Best（CD）（2020年10月、SICL-30054）
- Duets（2020年10月、SICL-30055）
- kanji ishimaru – 10th anniversary edition（2021年6月、SICL-30056）[リマスタリング]
- R.シュトラウス：イノック・アーデン（2021年6月、SICL-30573）
- ORCHESTRA CONCERT 2022（2022年5月、SICL-30067）
- with FRIENDS（2024年11月、SICL-30069）

### 公演CD
- ミュージカル
  - 『モンテ・クリスト伯』ハイライト・ライブ録音盤（2014年、東宝、TOHO_E_1404）
  - 『レディ・ベス』ハイライト・ライブ録音盤（2014年、東宝、 TOHO_E_1407）
  - 『ジキル&ハイド』 ハイライト・ライヴ録音盤（2016年、東宝、TOHO_E_1606）

### Blu-ray Disc／DVD
- ORCHESTRA CONCERT 2016 & ONLINE LIVE 2020（2021年6月、SIXL-1<Blu-ray>、SIBL-11<DVD>）

### 参加作品
- 日比谷ブロードウェイ『雨が止んだら』（2025年5月28日、日本コロムビア）

## ディスコグラフィ

### キャラクターソング
| 発売日       | 商品名                             | 歌                   | 楽曲           | 備考                                               |
| ------------ | ---------------------------------- | -------------------- | -------------- | -------------------------------------------------- |
| 2024年9月4日 | 仮面ライダーガッチャード SONG BEST | 九堂風雅（石丸幹二） | 「風の守護者」 | 特撮テレビドラマ『仮面ライダーガッチャード』挿入歌 |